# Spectroradiomètre
Un spectroradiomètre est un instrument qui permet de mesurer la puissance du flux de rayonnement électromagnétique en fonction de la longueur d'onde. Les spectroradiomètres peuvent couvrir en fonction de leur résolution spectrale, un domaine plus ou moins étendu de longueurs d'onde. Ils peuvent travailler dans l'ultraviolet, le visible et l'infrarouge.
Il existe plusieurs catégories de spectroradiomètres :
- spectroradiomètre à prisme de faible résolution spectrale ;
- spectroradiomètre à réseau (un ou deux réseaux en série en fonction de la résolution spectrale désirée) ;
- spectroradiomètre à CVF (Filtre Circulaire Variable) permettant de couvrir un domaine étendu de longueur d'onde à très grande vitesse. Ce spectroradiomètre est principalement utilisé pour des applications spatiales ou militaires ;
- spectroradiomètre à transformée de Fourier pour de très haute résolution, et utilisé pour l'analyse de gaz atmosphérique.